# Меньшиков, Михаил Васильевич
Михаил Васильевич Меньшиков (англ. Mikhail Menshikov; род. 17 января 1948) — советско-британский математик с публикациями в различных областях, от теории вероятностей до комбинаторики. В настоящее время занимает должность профессора в Университете Дарема. Меньшиков внёс существенный вклад в теорию перколяции и теорию случайных блужданий.

## Биография
Родился в Москве и учился в школе в Харькове. Окончил Московский государственный университет, получив учёные степени кандидата наук (1976) и доктора наук (1988).
После непродолжительной работы в ЛИИ работал в Московском государственном университете, профессор кафедры теории вероятностей механико-математического факультета (1995-?). Читал курсы «Теория вероятностей», «Математическая статистика», «Высшая математика», «Дополнительные главы по теории вероятностей».
Затем у него была карьера в Университет Сан-Паулу, а потом стал профессором Университета Дарема, где он до сих пор работает в настоящее время.
Область научных интересов: теория марковских процессов, случайные блуждания на решётках, математическая теория перколяции.
Диссертации:
- Эргодичность, непрерывность и аналитичность случайных блужданий : диссертация … кандидата физико-математических наук : 01.01.05. — Москва, 1975. — 98 с.
- Критические вероятности в математической теории перколяции : диссертация … доктора физико-математических наук : 01.01.05 / МГУ им М. В. Ломоносова, мех.-мат. фак. — Москва, 1987. — 224 с.

Сочинения:
- Комбинаторный анализ. Задачи и упражнения : [Для вузов по спец. «Математика» и «Прикл. математика» / М. В. Меньшиков, А. М. Ревякин, А. Н. Копылова и др.]; Под ред. К. А. Рыбникова. — М. : Наука, 1982. — 365 с. : ил.; 20 см.
- Topics in the constructive theory of countable Markov chains / G. Fayolle, V. A. Malyshev, M. V. Menshikov. — Cambridge etc. : Cambridge univ. press, 1995. — 169, [6] с. : ил.; 23 см; ISBN 0-521-46197-9
- Menshikov, Mikhail, Popov, Serguei & Wade, Andrew (2016). Non-Homogeneous Random Walks: Lyapunov Function Methods for Near-Critical Stochastic Systems. Cambridge: Cambridge University Pres. 382 pages.